# دافي دونا
دافي دونا (بالفرنسية: Davy Dona)‏ هو لاعب كاراتيه فرنسي، ولد في 13 أكتوبر 1981 في Choisy-le-Roi ‏ في فرنسا.

## وصلات خارجية
- دافي دونا على موقع KarateRec.com (الإنجليزية)